# ألفونس ليويك
ألفونس ليويك (بالفرنسية: Alphonse Leweck)‏ (مواليد 16 ديسمبر 1981 في لوكسمبورغ) لاعب كرة قدم لوكسمبورغي دولي يجيد اللعب في خط الوسط . يلعب حاليا لصالح نادي إيتزيلا إيتيلبروك اللوكسمبورغي منذ 2001 .

## روابط خارجية
- ألفونس ليويك على موقع الاتحاد الدولي (مؤرشف)  (الإنجليزية)
- ألفونس ليويك على موقع الاتحاد الأوربي (الإنجليزية)
- ألفونس ليويك على موقع قاعدة بيانات كرة القدم.إي يو (الإنجليزية)
- ألفونس ليويك على موقع بيانات كرة القدم. دي إي (الألمانية)
- ألفونس ليويك على موقع ناشيونال فوتبول تيمز (الإنجليزية)
- ألفونس ليويك على موقع Soccerway.com (الإنجليزية)
- ألفونس ليويك على موقع عالم كرة القدم.نت (الإنجليزية)